# Fritz Scheuermann (Schauspieler)
Fritz Scheuermann (* 1968 in München) ist ein deutscher Schauspieler und Kabarettist.

## Leben
Fritz Scheuermann absolvierte seine Ausbildung zum Schauspieler beim Artemis Schauspielstudio München, u. a. bei Tristan Berger und Vanessa Jung.
Seit dem Jahr 2010 übernahm er die Rolle des Herrn Karl in gleichnamigen Bühnenstück von Helmut Qualtinger und Carl Merz. Seit 2011 war er auch in der Fernsehserie Dahoam is Dahoam als Frank Brettschneider zu sehen. 2014 trat er in Giulio Ricciarellis Filmdrama Im Labyrinth des Schweigens als Heinz Brandner auf.
Als Kabarettist tourte er von Januar 2010 bis Februar 2012 mit seinem eigenen Programm Ausgschissen – Menschen wie du und ich durch Bayern. Im Herbst 2012 startete er eine zweite Tour mit seinem neuen Programm Wohnst Du schon? – Oder hast du einen Hausverwalter.

## Theater (Auswahl)
- 2010: Geschichten Großer Geister
- 2010–aktuell: Der Herr Karl – Ein Abend im Spießerjargon
- 2014: Die ganzen Wahrheiten
- 2023–aktuell: Mei schee, scho wieda Weihnacht'n (Weihnachtliche Lesung zusammen mit Bernhard Ulrich)

## Filmografie (Auswahl)
- 2011–2021: Dahoam is Dahoam (Fernsehserie)
- 2012: SOKO 5113 (Fernsehserie, eine Episode)
- 2013: Die Chefin (Fernsehserie, eine Episode)
- 2014: Im Labyrinth des Schweigens
- 2015: Die Rosenheim-Cops – Tod eines Engels
- 2015: München, Laim und die Zeichen des Todes (Fernsehreihe, eine Folge)
- 2016: Weißblaue Wintergeschichten (Fernsehserie, eine Episode)
- 2016: Um Himmels Willen (Fernsehserie, eine Episode)
- 2017: Hubert & Staller (Fernsehserie, eine Episode)
- 2017: Die Chefin (Fernsehserie, eine Episode)
- 2018: Bier Royal (TV-Mehrteiler)
- 2018: SOKO München (Fernsehserie, eine Episode)
- 2018: Lena Lorenz (Heimatfilmreihe, eine Episode)
- 2019: Zimmer mit Stall (Fernsehreihe, eine Episode)
- 2019: Der Beischläfer (Fernsehserie)
- 2020: Die Rosenheim Cops – Teatime für einen Mörder
- 2020: Kanzlei Berger (Aka Kappelmann&Töchter) (Fernsehreihe, eine Episode)
- 2020: Reiterhof Wildenstein (Fernsehreihe, eine Episode)
- 2021: Aktenzeichen XY... ungelöst (Fernsehreihe, eine Episode)
- 2021: Der Alte (Fernsehserie, eine Episode)
- 2021: Herzogpark (Fernsehserie, eine Episode)
- 2021: 6ex Zimmer Küche Bad (Fernsehserie)
- 2021. Zwischen uns der Himmel (Abschlussfilm Filmhochschule Macromedia)
- 2022: Care for Rare, Imagefilm für die Care for Rare Foundation München
- 2022: Aktenzeichen XY... ungelöst (Fernsehreihe, eine Episode)
- 2022: Der Alte – Folge 445: Böses Blut
- 2023: Wochenendrebellen
- 2023: Turmschatten (Miniserie, eine Episode)
- 2024: Die Landarztpraxis (Fernsehserie)